# Анналы Каспара Пержинского
Анналы Каспара Пержинского (пол. Rocznik Kaspra Perzynskiego) — пометки исторического характера собственноручно выполненные около 1548 года на полях печатной книги неким Каспаром Пержинским, который в тексте самих записей называет себя «викарием святой Анны в Кракове». Охватывают период с 1410 по 1548 год. Описывают события истории Польши того времени.

## Издания
- Rocznik Kaspra Perzynskiego / wydal A. Bielowski // MPH, T. 3. Lwow, 1878, p. 218—219.

## Переводы на русский язык
- Анналы Каспара Пержинского в переводе А. С. Досаева на сайте Восточная литература